# NGC 6846
NGC 6846 is een open sterrenhoop in het sterrenbeeld Zwaan. Het hemelobject werd op 17 augustus 1873 ontdekt door de Franse astronoom Édouard Jean-Marie Stephan.

## Synoniemen
- OCL 139